# Symphony (singel Clean Bandit)
Symphony – trzeci singel brytyjskiego zespołu Clean Bandit, promujący ich drugi album studyjny, zatytułowany What Is Love?. Powstały przy gościnnym udziale szwedzkiej piosenkarki Zary Larsson. Piosenka została wydana również jako szósty singel z drugiej płyty Larsson, So Good. Singel został wydany 17 marca 2017. Twórcami tekstu utworu są Jack Patterson, Ina Wroldsen, Steve McCutcheon i Ammar Malik, natomiast jego produkcją zajął się zespół Clean Bandit oraz Mark Ralph.
„Symphony” jest utrzymany w stylu muzyki poważnej i pop. Utwór był notowany na 1. miejscu na liście najlepiej sprzedających się singli w Szwecji, stając się piątym „numerem jeden” Larsson w swoim kraju, oficjalnej liście sprzedaży w Norwegii i liście najlepiej sprzedających się singli w Wielkiej Brytanii, stając się trzecią piosenką w karierze zespołu, która dotarła na szczyt tego notowania.
Aby promować piosenkę artyści wykonali ją w programach The Voice UK i The Tonight Show Starring Jimmy Fallon oraz wykorzystali w grze o tematyce  piłki nożnej Pro Evolution Soccer 2018.

## Lista utworów
- Digital download[3]

1. „Symphony” (featuring Zara Larsson) – 3:32

- Digital download – acoustic version[4]

1. „Symphony” (featuring Zara Larsson) (acoustic version) – 3:36

- Digital download – alternative version[5]

1. „Symphony” (featuring Zara Larsson) (alternative version) – 3:32

- Digital download – MK Remix[6]

1. „Symphony” (featuring Zara Larsson) (MK Remix) – 4:55

- Digital download – R3hab Remix[7]

1. „Symphony” (featuring Zara Larsson) (R3hab Remix) – 2:39

- Digital download – Cash Cash Remix[8]

1. „Symphony” (featuring Zara Larsson) (Cash Cash Remix) – 4:13

- Digital download – Sem Thomasson Remix[9]

1. „Symphony” (featuring Zara Larsson) (Sem Thomasson Remix) – 5:14

- Digital download – Lodato & Joseph Duveen Remix[10]

1. „Symphony” (featuring Zara Larsson) (Lodato & Joseph Duveen Remix) – 3:36

- Digital download – James Hype Remix[11]

1. „Symphony” (featuring Zara Larsson) (James Hype Remix) – 3:24

- Digital download – Dash Berlin Remix[12]

1. „Symphony” (featuring Zara Larsson) (Dash Berlin Remix) – 3:04

- Digital download – Coldabank Remix[13]

1. „Symphony” (featuring Zara Larsson) (Coldabank Remix) – 3:59

## Notowania i certyfikaty
| Lista (2017)                                       | Najwyższa pozycja |
| -------------------------------------------------- | ----------------- |
| Australia (Top 50 Singles)                         | 4                 |
| Austria (Ö3 Austria Top 40)                        | 13                |
| Belgia (Ultratop 50 Singles, Flandria)             | 3                 |
| Belgia (Ultratop 50 Singles, Walonia)              | 28                |
| Czechy (Rádio – Top 100)                           | 8                 |
| Czechy (Singles Digitál – Top 100)                 | 6                 |
| Dania (Track Top-40)                               | 10                |
| Finlandia (Suomen virallinen lista – Singlet)      | 2                 |
| Francja (Top Singles & Titres)                     | 12                |
| Hiszpania (PROMUSICAE)                             | 21                |
| Holandia (Dutch Top 40)                            | 3                 |
| Holandia (Single Top 100)                          | 4                 |
| Irlandia (Singles Chart)                           | 2                 |
| Japonia (Japan Hot 100)                            | 53                |
| Kanada (Billboard Canadian Hot 100)                | 34                |
| Niemcy (Media Control Charts)                      | 9                 |
| Norwegia (VG-Lista)                                | 1                 |
| Nowa Zelandia (Recorded Music NZ)                  | 12                |
| Polska (AirPlay – Top)                             | 1                 |
| Portugalia (AFP)                                   | 11                |
| Słowacja (Rádio – Top 100)                         | 9                 |
| Słowacja (Singles Digitál – Top 100)               | 7                 |
| Stany Zjednoczone (Bubbling Under Hot 100 Singles) | 1                 |
| Stany Zjednoczone (Hot Dance Club Songs)           | 1                 |
| Stany Zjednoczone (Hot Dance/Electronic Songs)     | 10                |
| Stany Zjednoczone (Top 40 Mainstream)              | 35                |
| Szwajcaria (Singles Top 100)                       | 6                 |
| Szwecja (Sverigetopplistan)                        | 1                 |
| Węgry (Rádiós Top 40 játszási lista)               | 3                 |
| Węgry (Single (track) Top 40 lista)                | 6                 |
| Wielka Brytania (UK Singles Chart)                 | 1                 |
| Włochy (FIMI)                                      | 8                 |

| Lista (2017)                                   | Najwyższa pozycja |
| ---------------------------------------------- | ----------------- |
| Australia (Top 100 Singles)                    | 18                |
| Austria (Ö3 Austria Top 40)                    | 51                |
| Belgia (Ultratop, Flandria)                    | 8                 |
| Belgia (Ultratop, Walonia)                     | 76                |
| Dania (Track Top-100)                          | 31                |
| Holandia (Single Top 100)                      | 13                |
| Kanada (Billboard Canadian Hot 100)            | 82                |
| Niemcy (Media Control Charts)                  | 34                |
| Nowa Zelandia (Recorded Music NZ)              | 42                |
| Polska (ZPAV)                                  | 41                |
| Stany Zjednoczone (Hot Dance Club Songs)       | 6                 |
| Stany Zjednoczone (Hot Dance/Electronic Songs) | 19                |
| Szwajcaria (Singles Top 100)                   | 17                |
| Szwecja (Sverigetopplistan)                    | 5                 |
| Węgry (Single (track) Top 100 lista)           | 27                |
| Wielka Brytania (UK Singles Chart)             | 7                 |
| Włochy (FIMI)                                  | 15                |

| Państwo                      | Certyfikat         |
| ---------------------------- | ------------------ |
| Australia (ARIA)             | 3× platynowa płyta |
| Austria (IFPI Austria)       | złota płyta        |
| Belgia (BEA)                 | platynowa płyta    |
| Dania (IFPI Dania)           | platynowa płyta    |
| Francja (SNEP)               | platynowa płyta    |
| Hiszpania (PROMUSICAE)       | platynowa płyta    |
| Kanada (Music Canada)        | 2× platynowa płyta |
| Niemcy (BVMI)                | złota płyta        |
| Nowa Zelandia (RMNZ)         | platynowa płyta    |
| Polska (ZPAV)                | diamentowa płyta   |
| Stany Zjednoczone (RIAA)     | złota płyta        |
| Szwajcaria (IFPI Szwajcaria) | 2× platynowa płyta |
| Wielka Brytania (BPI)        | 2× platynowa płyta |
| Włochy (FIMI)                | 3× platynowa płyta |

## Historia wydania
| Region            | Data            | Format                 | Wersja                       | Wytwórnia      | Źródło |
| ----------------- | --------------- | ---------------------- | ---------------------------- | -------------- | ------ |
| Stany Zjednoczone | 16 marca 2017   | Digital download       | Alternative version          | Atlantic, Epic | [ 5 ]  |
| Stany Zjednoczone | 17 marca 2017   | Digital download       | Original                     | Atlantic, Epic | [ 3 ]  |
| Włochy            | 24 marca 2017   | Contemporary hit radio | Original                     | Warner         | [ 77 ] |
| Stany Zjednoczone | 7 kwietnia 2017 | Digital download       | Acoustic version             | Atlantic, Epic | [ 4 ]  |
| Stany Zjednoczone | 7 kwietnia 2017 | Digital download       | MK Remix                     | Atlantic, Epic | [ 6 ]  |
| Wielka Brytania   | 5 maja 2017     | Contemporary hit radio | Original                     | Atlantic, Epic | [ 78 ] |
| Stany Zjednoczone | 12 maja 2017    | Digital download       | R3hab Remix                  | Atlantic, Epic | [ 7 ]  |
| Stany Zjednoczone | 25 maja 2017    | Digital download       | Cash Cash Remix              | Atlantic, Epic | [ 8 ]  |
| Stany Zjednoczone | 6 czerwca 2017  | Mainstream radio       | Original                     | Atlantic, Epic | [ 79 ] |
| Stany Zjednoczone | 16 czerwca 2017 | Digital download       | Sem Thomasson Remix          | Atlantic, Epic | [ 9 ]  |
| Stany Zjednoczone | 16 czerwca 2017 | Digital download       | Lodato & Joseph Duveen Remix | Atlantic, Epic | [ 10 ] |
| Stany Zjednoczone | 16 czerwca 2017 | Digital download       | James Hype Remix             | Atlantic, Epic | [ 11 ] |
| Stany Zjednoczone | 16 czerwca 2017 | Digital download       | Dash Berlin Remix            | Atlantic, Epic | [ 12 ] |
| Stany Zjednoczone | 16 czerwca 2017 | Digital download       | Coldabank Remix              | Atlantic, Epic | [ 13 ] |